# Wang Xiaoming
Dans ce nom chinois, le nom de famille, Wang, précède le nom personnel Xiaoming.
Wang Xiaoming ou Xiaoming Wang-Drechou (née le 14 juin 1963 à Yibin, province du Sichuan) est une pongiste d'origine chinoise de haut niveau, membre de l'équipe de France à la fin des années 1980 et au début des années 1990 (naturalisée en 1987).

## Biographie
Sa mère était professeur de chinois, son père professeur de mathématiques. Il est mort pendant la Révolution culturelle à la fin des années 1960. Elle a une sœur aînée de trois ans de plus qu'elle, Mei Yu.
Elle a mis au monde son fils Tom en 1993. Elle a remporté des médailles durant sa grossesse et peu après son accouchement . Elle a eu ensuite un deuxième fils, Mathis.

## Carrière sportive
Avant de venir en France, elle était au 16e rang des joueuses de tennis de table en Chine.
Elle a été championne de France (individuelle) à 4 reprises (1987, 1989, 1991, 1995) et elle a remporté 9 titres consécutifs en club avec l'AC Boulogne-Billancourt et Montpellier Le Crès. Elle perd avec les montpelliéraines la seule finale de Coupe d'Europe jamais disputée par une équipe féminine française en 1993.
Avec Muriel Monteux, elle remporte en 1987 le double femmes aux Jeux méditerranéens.
Elle a obtenu une médaille de bronze à la coupe du monde en 1991 et participe aux Jeux de Barcelone en 1992 puis ceux d'Atlanta en 1996 où elle met un terme à sa carrière sportive.
Elle a également joué en double mixte, notamment avec Jean-Philippe Gatien avec lequel elle a remporté le championnat d'Europe en 1990.